# Godzilla: The Series
Godzilla: The Series är en animerad TV-serie som sändes på kanalen Fox Kids i USA mellan åren 1998 och 2000. Serien är en uppföljare till filmen Godzilla (1998). Serien har inte visats i Sverige.